# Мале Маресево
Мале Маре́сево (рос. Малое Маресево, ерз. Вишка Марезь веле) — село у складі Чамзінського району Мордовії, Росія. Входить до складу Великоремезьонського сільського поселення.

## Населення
Населення — 188 осіб (2010; 234 у 2002).
Національний склад (станом на 2002 рік):
- мордва — 89 %